# Los Frailes
Los Frailes è un arcipelago del Venezuela, parte delle Dipendenze Federali, posto a nord-est dell'isola di Margarita, al largo delle coste dello Stato di Sucre.
Il 2 maggio 1816 nelle acque di questo piccolo arcipelago ebbe luogo la cosiddetta Battaglia navale di Los Frailes, nell'ambito della Guerra d'indipendenza del Venezuela, che vide un'affermazione delle forze indipendentiste comandate da Luis Brión contro la flotta spagnola.

## Geografia
L'arcipelago, disabitato, è formato da dieci isole e isolotti principali, aventi origine vulcanica:
- Puerto Real (o Isla Fraile Grande), l'isola maggiore
- Chepere
- Guacaraida
- Nabobo
- Cominoto
- Macarare
- Guairiare
- Guacaraida
- La Balandra
- La Peche